# Jonas Armstrong
Jonas Armstrong (* 1. ledna 1981 Dublin, Irsko) je irský herec, známý především díky roli v televizním seriálu Robin Hood.